# Peri, Corse-du-Sud
Peri är en kommun i departementet Corse-du-Sud på ön Korsika i Frankrike. Kommunen ligger  i kantonen Celavo-Mezzana som tillhör arrondissementet Ajaccio. År 2022 hade Peri 2 042 invånare.

## Befolkningsutveckling
Antalet invånare i kommunen Peri
Referens:INSEE